# Xã Tri, Quận McKenzie, Bắc Dakota
Xã Tri (tiếng Anh: Tri Township) là một xã thuộc quận McKenzie, tiểu bang Bắc Dakota, Hoa Kỳ. Năm 2010, dân số của xã này là 104 người.